# Мікрометр
Мікроме́тр, або мікрон (скорочення: мкм, мк, міжнародне: µm) — частинна одиниця вимірювання довжини в SI, яка дорівнює 10−6 метра. 1 мкм = 0,001 мм = 0,0001 см = 0,000001 м. 
Мікрометр — це загальна величина вимірювання довжини хвиль інфрачервоного випромінення, а також розмірів біологічних клітин і бактерій та для градації вовни за діаметром волокон.

## Приклади
Відстані між 1 мкм та 10 мкм:
- 1—10 мкм — довжина типової бактерії
- 10 мкм — розмір грибних гіфів
- 5 мкм — розмір голівки людського сперматозоїда[3]
- 3–8 мкм — товщина однієї павутинки[4]
- Приблизно 10 мкм — розмір однієї крапельки води в тумані, серпанку чи хмарі.

Відстані між 10 мкм та 100 мкм:
- Від 10 до 55 мкм — товщина вовняного волокна[5]
- Від 17 до 181 мкм — діаметр людського волосся[6]
- Від 70 до 180 мкм — товщина паперу